# Route nationale 52 (France)
Pour les articles homonymes, voir Route nationale 52.
La route nationale 52, ou RN 52, est une route nationale française traversant les départements de Meurthe-et-Moselle et de la Moselle.
Elle est connectée, d'une part à l'autoroute A31 et d'autre part à l'autoroute belge A28, portion de la route européenne 411, à hauteur du poste-frontière franco-belge d'Aubange / Mont-Saint-Martin.

## Histoire
À l'origine (depuis 1824), elle  reliait Uckange à Longwy. Mais dans les années 1970, on lui adjoignit un tronçon de Metz à Florange et on déclassa en RD 952 le tronçon d'Uckange à Florange.
Un poste-frontière fut construit lors de la connexion avec l'autoroute belge A28 à partir d'avril 1977 afin d'y abriter les services de douane belges et français, comme le rappelle une plaque commémorative encore présente entre les deux voies. Une Aire de repos et de service autoroutière fut également construite, elle abrite un hôtel ayant repris le nom du Pôle européen de développement, espace économique et industriel s'articulant autour du tripoint Belgique-France-Luxembourg situé à quelques dizaines de mètres de là.

## Description

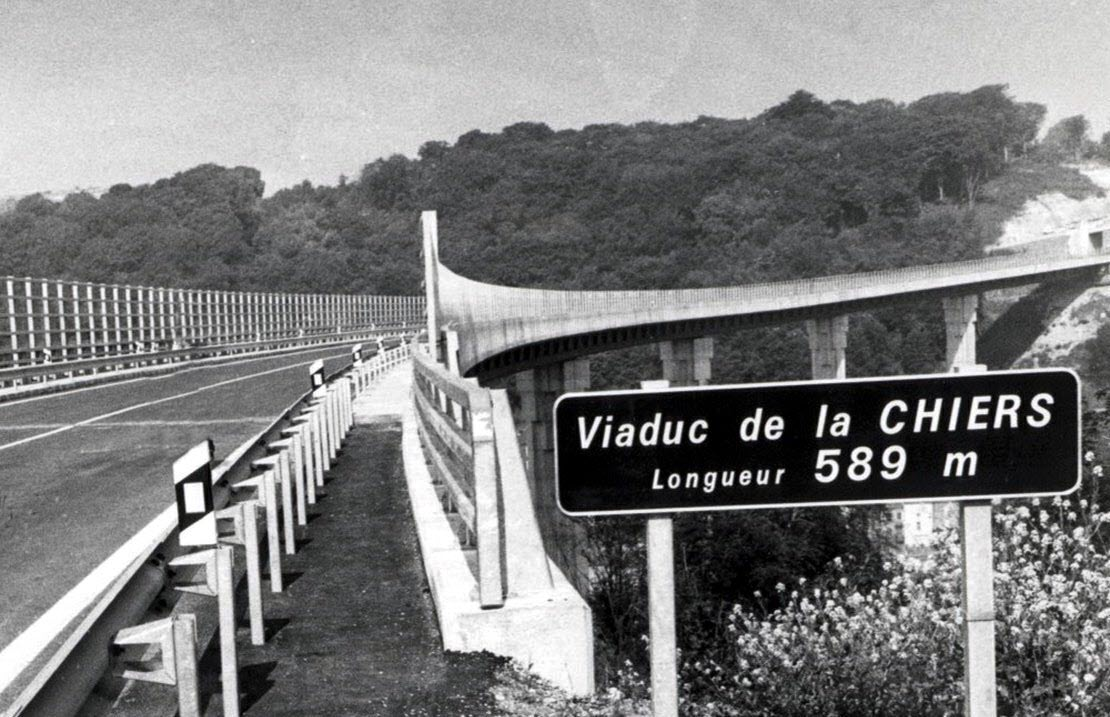
Le viaduc de la Chiers enjambant Longwy.

La RN 52 débute au poste-frontière franco-belge d'Aubange / Mont-Saint-Martin, qui la connecte l'autoroute belge A28, portion de la route européenne 411. Elle est à 2x2 voies jusqu'au viaduc de Piedmont, où elle est rétrécie sur trois voies. A Longwy, la RN 52 redevient une route à double sens jusqu'au viaduc de la Chiers où elle est à nouveau rétrécie jusqu'à la sortie Mexy, au croisement avec la route départementale 201.
La RN 52, après interruption, reprend à hauteur de Fameck (dans le département de la Moselle, où se crée depuis quelques années maintenant, une portion à 4 voies dont le but est de délester l'A31 surchargée par le trafic vers et depuis le Luxembourg, parallèle à la RN 52 (appelée ici VR 52). La VR 52 fait partie des solutions envisagées par la région et certains élus pour délester l'A31 sans avoir à doubler celle-ci.

## Statistiques de fréquentation
Le trafic est relativement soutenu : en 2004, on dénombrait plus de 18 000 véhicules par jour, soit 2 000 de plus que sur l'A30, alors que la RN 52 ne jouit pas d'un statut autoroutier.

## Traçé
Prolongement de l'autoroute A30 à partir de la Meurthe-et-Moselle (qui relie l'A31 à Aumetz), la RN 52 est une voie rapide à chaussées séparées d'une vingtaine de kilomètres.

### De Metz à Uckange
Ce tronçon, ajouté en 1970, correspond à une route n'ayant été classée nationale que dans les années 1930, sous le numéro 412. Les communes traversées sont:
- Metz (km 0)
- Woippy (km 1)
- Marange-Silvange (km 8)
- Rombas (km 12)
- Fameck (km 19)
- Florange (km 20)

### De Uckange à Longwy

#### Actuelle N52
Prolongement de l'A30 à partir d'Audun-le-Tiche, la N52 est une 2x2 voies jusqu'à Longwy.
Au-delà, la N52 devient une voie rapide avec deux ouvrages d'art remarquables jusqu'à la frontière belge :
- le viaduc de la Chiers (525m) qui domine de 75m la commune de Réhon.
- le viaduc de Piedmont qui aboutit à la A28 Belge vers Arlon.

##### Voie rapide
Fin de l'autoroute A30 et devient  RN 52
- 8 Crusnes : Crusnes
- 9 Bréhain-la-Ville : Bréhain-la-Ville, Fillières, Villerupt
  -  Aire de repos de Tiercelet (sens  Metz-Longwy)
- 10 Tiercelet : Thil, Tiercelet, Hussigny-Godbrange
- 11 Villers-la-Montagne : Villers-la-Montagne, Cutry, Hussigny-Godbrange
- 12 Haucourt-Moulaine : Haucourt-Moulaine, Chenières, Herserange
  -   Rétrécissement à 2 × 1 voies Limitation à 80 km/h.
- 13 Mexy : Mexy, Haucourt-Moulaine - St Charles, Longwy - centre, Longwy - Bas, Réhon
  -   Limitation à 70 km/h.
  -  Viaduc de la Chiers (589 m)
  -  Fin de limitation à 70 km/h.
- 14 Pulventeux : Reims, Longuyon, Montmédy, Lexy, Longwy - Z. I. Pulventeux
  -   2 × 2 voies et limitation à 110 km/h.
- 15 Cosnes-et-Romain : Longwy, Cosnes-et-Romain
- 16 Mont-Saint-Martin - centre : Mont-Saint-Martin - Plateau (demi échangeur ; de et vers Metz)
  -  sur 3 800 m
  -   Limitation à 80 km/h.
  -  Limitation à 70 km/h.
  -  Limitation à 80 km/h.
  -  Viaduc de Piedmont (528 m)
- 17 Mont-Saint-Martin - Val : Mont-Saint-Martin
- 18 Longlaville : Mont-Saint-Martin - Pôle Européen, Longlaville
  -   Limitation à 50 km/h.
  -  Fin de la RN 52 à Mont-Saint-Martin

 France -  Belgique Frontière franco-belge
- Entrée sur le territoire belge :  A28 : Arlon, Aubange, (Luxembourg, Pétange, Athus  Luxembourg)

#### Ancienne N52
Ce tronçon est la RN  52 d'origine à ceci près qu'elle a été amputée (par déclassement en RD 952 dans les années 1970) d'un tronçon d'Uckange à Florange. Les communes traversées sont :
- Serémange-Erzange (km 23)
- Hayange (km 25)
- Knutange (km 27)
- Fontoy (km 31)
- Havange (km 35)
- Aumetz (km 40)
- Crusnes (km 43)
- Villers-la-Montagne
- Haucourt-Moulaine
- Mexy
- Longwy (km 66)

## Projets
Il est question, depuis quelques années déjà de la reclasser en autoroute (avec le nom d'A30) en la faisant passer à 2x2 voies sur les tronçons du viaduc de la Chiers, du viaduc de Piedmont et du tunnel du Bois de Chênes. Elle deviendrait alors une prolongation du tronçon de la route européenne 411 depuis le Poste-frontière franco-belge entre la RN52 et l'autoroute belge A28 (Aubange / Mont-Saint-Martin), lorsque l'achèvement de celle-ci sera finalisé vers l'autoroute belge A4. Ce projet européen fut entre autres débattu dans la catégorie « transports » de plusieurs sommets de la Grande Région mais reste en attente de financements. Le doublement des viaducs de la Chiers et de Piedmont sont prévus au contrat de plan État-Région.
La loi n° 2022-217 du 21 février 2022 prévoit le transfert des routes nationales aux collectivités volontaires. La nationale 52 sera transféré en intégralité au 1er janvier 2024 :
- Au département de la Moselle entre Marange-Silvange et Fameck

Initialement prévu le 1er janvier 2024, la mise à disposition à la région Grand Est entre Bréhain-la-Ville et Longwy sera finalement effective le 1er janvier 2025

## Axes annexes importants
- Autoroute A31 (France)
- Autoroute A28 (Belgique)
- RD 621 (vers Sedan/Verdun)
- RD 906 (vers Luxembourg ou vers Briey)

## Lieux sensibles
- Section Mexy - Viaduc de la Chiers

2 × 1 voies (80 km/h)
- Viaduc de la Chiers (Longwy)

2 × 1 voies (80 km/h) (en courbe)
- Viaduc de Piedmont (Mont-Saint-Martin)

2 × 1 voies (80 km/h) (en pente)
- Frontière avec la Belgique au péage.